# Chiles kvindefodboldlandshold
Chiles kvindefodboldlandshold er de nationale kvindefodboldlandshold på Chile som reguleres af Chiles fodboldforbund.

## Resultater

### VM
| World Cup Finals | World Cup Finals       | World Cup Finals | World Cup Finals | World Cup Finals | World Cup Finals | World Cup Finals | World Cup Finals | World Cup Finals | World Cup Finals |
| År               | Resultat               | GP               | W                | D*               | L                | GF               | GA               | GD               |                  |
| ---------------- | ---------------------- | ---------------- | ---------------- | ---------------- | ---------------- | ---------------- | ---------------- | ---------------- | ---------------- |
| 1991             | Kvalificerede sig ikke | -                | -                | -                | -                | -                | -                | -                |                  |
| 1995             | Kvalificerede sig ikke | -                | -                | -                | -                | -                | -                | -                |                  |
| 1999             | Kvalificerede sig ikke | -                | -                | -                | -                | -                | -                | -                |                  |
| 2003             | Kvalificerede sig ikke | -                | -                | -                | -                | -                | -                | -                |                  |
| 2007             | Kvalificerede sig ikke | -                | -                | -                | -                | -                | -                | -                |                  |
| 2011             | Kvalificerede sig ikke | -                | -                | -                | -                | -                | -                | -                |                  |
| 2015             | Kvalificerede sig ikke | -                | -                | -                | -                | -                | -                | -                |                  |
| Total            | 0/7                    | -                | -                | -                | -                | -                | -                | -                |                  |

*Omfatter kampe vundet på straffespark.

### CONMEBOL
*Omfatter kampe vundet på straffespark.